# Merz & Benteli
Merz & Benteli ist ein mittelgrosses Schweizer Unternehmen mit Sitz im Berner Niederwangen, das im Bereich von Kleb- und Dichtstoffen tätig ist.

## Geschichte
Zwei Studenten von Volkmar Kohlschütter, Professor der Chemie an der Universität Bern, interessierten sich für Leuchteffekte radioaktiver Substanzen. Sowohl Jakob Walter Merz (1893–1966) wie auch Wilhelm Albert Benteli (1893–1955) besuchten seine Vorlesungen während ihrer Ausbildung als Chemiker. Walter Merz verfasste bei Kohlschütter seine Dissertation Photo- und Radiolumineszenzerscheinungen beim Zinksulfid, die 1922 angenommen wurde. Der Vater von Wilhelm Albert Benteli, Ludwig Wilhelm Albert Benteli, war seit 1903 Besitzer des Neuen Schlosses Bümpliz. Schon während ihrer Studienzeit begannen Merz und Benteli im Keller dieses Schlosses mit Experimenten zur Herstellung von Leuchtfarben. Im Oktober 1918 gründeten sie schliesslich die Kollektivgesellschaft Chemisches Laboratorium in Bern-Bümpliz.

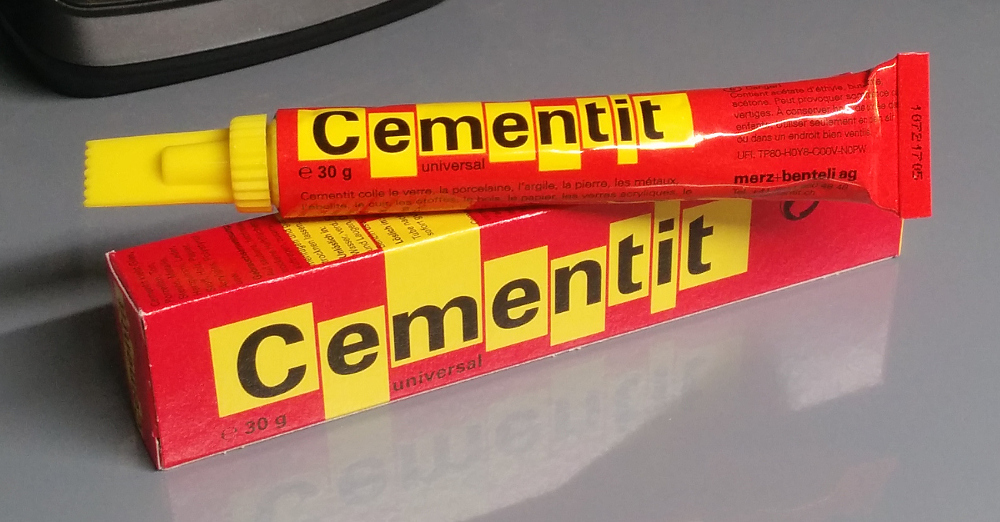
Cementit Universal

Die Nachfrage nach Leuchtstoffen nahm stetig zu, wobei es sich zumindest in der Schweiz noch um fluoreszierende oder phosphoreszierende Stoffe handelte, die durch Lichteinstrahlung Licht abgeben. Im Gegensatz dazu wollten Merz und Benteli durch Radioaktivität angeregte Schichten zum Leuchten bringen (sogenannte Radiolumineszenz), es gab aber in der Schweiz keinen Hersteller geeigneter Materialkompositionen. Die Schweizer Uhrenindustrie hatte Interesse an solchen Lösungen für die Zifferblätter, um Nachtablesbarkeit zu erreichen. Merz und Benteli hatten Salz des Schwermetalls Radium mit selbst hergestelltem Zinksulfid kombiniert und für ihre Herstellungsart im März 1918 ein Patent angemeldet. Die Qualität ihrer Leuchtfarben war derjenigen ausländischer Anbieter überlegen. Mesothorium I 228Ra, ein Isotop von Radium, war der bevorzugte Strahler. Für die Herstellung wurden mehrere benachbarte Gebäude auf dem Areal des Schlosses genutzt. Als Zulieferer der Schweizer Uhrenindustrie tätig, suchten nach einem neuartigen Klebstoff, der es ihnen ermöglichen sollte, Phosphor in Pulverform dauerhaft auf Zeigern und Zifferblättern zu fixieren, um auch in der Nacht die Zeit abzulesen. Dabei entstand schweizweit bekannte Produkt «Cementit». Von über 30 durch die Eidgenössische Materialprüfungs- und Forschungsanstalt (EMPA) getesteten wasserfesten Klebstoffen führte Cementit bereits 1934 die Rangliste an.
Die Gesellschaft wurde 1942 in die Aktiengesellschaft Merz & Benteli AG umgewandelt. Während des Zweiten Weltkriegs gab es Beschaffungsschwierigkeiten, weshalb sie auch Radiothorium als Ersatz verwendeten. Nach dem Zweiten Weltkrieg war sich die Bevölkerung die Gefahr radioaktiver Strahlung bewusst geworden. Ab 1962 wurden anstelle von Radiumsalz Promethium- und Tritiumsalze verwendet, die Betastrahler sind. Während dieser Zeit wurden besonders dünne Tritiumgaslichtquellen entwickelt und ab 1967 unter dem geschützten Markennamen trigalight verkauft. Das Sortiment an Klebern wurde für unterschiedliche industrielle Anwendungen erweitert, wobei für den Kleber Merbenit zum Verkleben von PVC 1954 ein Patent erteilt wurde. Nachdem schon seit 1930 für das Auftragen von Leuchtfarben Kleber aus Kunstharz entwickelt wurden und dieses zweite Standbein der Firma seit 1947 den grösseren Umsatzanteil ausmacht, wurde 1969 das Leuchtfarbengeschäft in die neu gegründete Merz & Benteli Nuklear AG ausgelagert, die später unter dem Namen MB-Microtec AG weitergeführt wurde. Als weiteres Tätigkeitsfeld wurde das Abdichten von Spalten und Fugen in Bauten ab den 1950er-Jahren bearbeitet. Merz & Benteli wurde zu einem Pionierunternehmen für elastische Kleb- und Dichtstoffe auf der Basis organischer Polysulfide. Dichtstoffe aus Polysiloxanen waren 1958 die ersten gummielastischen Fugenkitte, welche in der Schweiz hergestellt wurden.
Weil die Neubauten auf dem Schlossareal für die produzierten Mengen nicht mehr genügten und es nun zwei getrennte Firmen gab, wurden 1974 Fabrikneubauten in Niederwangen BE gebaut und bezogen. Über die letzten Jahren lancierte das Unternehmen unterschiedliche Neuerungen wie beispielsweise ab 1986 die Verwendung von silanmodifizierten Polymeren (SMP).